# Kassav'
Kassav' es una banda francófona de zouk, formada en 1979 en Guadalupe (Isla francesa del Caribe) por Pierre-Edouard Décimus y Jacob F. Desvarieux.

## Músicos
Actuales
- Philippe Joseph: teclados  (1994-presente)
- Hervé Laval: batería  (2009-presente)
- Patrick Saint Eloi: percusión (1995-presente)
- Claude Pironneau: saxofón (1999-presente)
- Freddy Hovsepian: trompeta (1982-presente)
- Hamid Belhocine: trombón  (1982-presente)
- Marie-Céline Chroné: coros
- Marie-Josée Gibon: coros
- Jocelyne Beroard: voz  (1980-presente)

Antiguos miembros
- Claude Vamur: batería
- César Durcin: percusión
- Jean-Pierre Ramirez: trompeta
- Claude Romano: trombón
- Douglas M Bida: teclados
- Frédéric Caracas, Guy n Sangué y Stéphane Castry: bajo
- Patrick Saint Eloi: voz †

## Invitados
- Cantantes: Zouk Machine, Jean Luc Guanel, Princess Lover, Tanya Saint Val, Shoubou, Philippe Lavil, Daly, Passi, Tony Chasseur, Jocelyne Labylle, Tribal Jam, Ralph Thamar.
- Coros: Claudine Pennont, Suzy Trébeau, Sylvie Aïoun, Jean-Jacques Seba
- Batería: Jean-Philippe Fanfant, José Zébina, Jérome Castry
- Percusión: Dédé Saint Prix, Albert Vigne
- Teclados: Ronald Tulle, Thierry Vaton, Didier Davidas
- Guitarras: Thierry Delannay, Rico Loza, Jean Christophe Maillard
- Saxofones: Allen Hoist, Alain Hatot, Bruno Ribeira

## Discografía
Álbumes en estudio
- 1979: Love and kadance
- 1980: Lagué mwen
- 1981: Kassav n°3
- 1983: Kassav
- 1983: Kassav n.º 5
- 1983: Passeport
- 1984: Ayé
- 1984: Yélélé
- 1985: An ba chenn la (2x Gold)
- 1987: Vini pou (Gold) & (Platinum)
- 1989: Majestik Zouk (2x Gold)
- 1992: Tékit izi (2x Gold)
- 1995: Difé
- 2000: Nou la
- 2004: Ktoz
- 2007: All U need is zouk

## Álbumes en vivo
- 1987: Kassav au Zenith
- 1990: Le Grand Méchant Zouk
- 1993: Live au Zénith
- 1996: Kassav cho
- 2005: Carnaval Tour 2005
- 2006: Le Grand Méchant Zouk

## Compilaciones
- 1987: Les Grand Succès de Kassav vol. 1
- 1987: Les Grand Succès de Kassav vol. 2
- 1998: Kassav Gold
- 1998: Un toque latino
- 1999: Le Meilleur de Kassav: Best of 20e anniversaire
- 2002: Les Indispensables de Kassav
- 2003: Légendes Kassav
- 2006: Best of
- 2006: Kassav: Les années sonodisc
- 2009: Saga 3 CD comprenant 53 tubes remasterisés dont 4 versions Inédites

## DVD
- 1999: Les 20 ans de KASSAV à Bercy.
- 2005: Carnaval tour
- 2006: Le grand méchant zouk]].
- 2008: All u need is zouk tour.
- 2009: Nuit créole les 30 ans de KASSAV au Stade de France.

## Álbumes en solitario
- 1986: Siwo por Jocelyne Béroard.
- 1991: Milans por Jocelyne Béroard.
- 1992: Be zouk por Patrick Saint Eloi.
- 1994: Zoukamine por Patrick Saint Eloi.
- 1996: Marthéloi por Jean Philippe Marthély & Patrick Saint Eloi.
- 1997: Digital dreads por Jean-Claude Naimro.
- 1998: Lovtans por Patrick Saint Eloi.
- 1998: O péyi por Jean Philippe Marthély.
- 1999: Euphrasine Blues por Jacob Desvarieux.
- 1999: A l'Olympia por Patrick Saint-Eloi.
- 1999: Délikatès por Jean-Claude Naimro.
- 2002: Live en Martinique por Jean Philippe Marthély.
- 2003: Madousinay por Jocelyne Béroard.
- 2006: Koulè lanmou por Jean Philippe Marthély.
- 2008: Kolo ka por Claude Vamur.

## Colaboraciones
- 2006: Partie pour zouker (Lorie & Jacob Desvarieux)
- 2007: Fòs a péyi la (Admiral T, Jacob Desvarieux & Jocelyne Beroard)